# Werner Heubaum
Werner Heubaum (* 2. September 1931 in Berlin; † 25. November 2018) war ein deutscher Politiker (SPD) und langjähriger Staatssekretär in Berlin.

## Leben
Werner Heubaum besuchte eine Oberschule und machte 1949 eine Lehre als Maschinenschlosser. Bereits 1947 war er den „Falken“ beigetreten. 1951 wurde er zunächst Dienstanwärter und später Angestellter beim Bezirksamt Kreuzberg und trat im folgenden Jahr der SPD bei.
Bei der Berliner Wahl 1967 konnte Heubaum für das Abgeordnetenhaus von Berlin ein Direktmandat im Bezirk Schöneberg gewinnen. Auch bei der folgenden Wahl 1971 wurde er wieder gewählt und wurde Vorsitzender des Hauptausschusses im Abgeordnetenhaus. Im Mai 1973 schied er aber aus dem Parlament aus, da er Senatsdirektor bei der Senatsverwaltung für Finanzen unter Senator Heinz Striek (SPD) wurde. In diesem Amt diente Heubaum für 22 Jahre unter sieben Senatoren, unter anderem auch bei Günter Rexrodt (FDP) oder Elmar Pieroth (CDU). 1995 ging er in den Ruhestand und war unter anderem Aufsichtsratsvorsitzender des landeseigenen Wohnungsunternehmens Gewobag.

## Ehrungen
Heubaum erhielt 1993 den Verdienstorden des Landes Berlin und 2001 das Bundesverdienstkreuz 1. Klasse. Er wurde 2012 mit der Ehre des Stadtältesten von Berlin versehen.